# Staryï Sambir
Staryï Sambir (en ukrainien : Старий Самбір) Stary Sambor (en russe : Старый Самбор ; en polonais : Stary Sambor) est une ville de l'oblast de Lviv, en Ukraine. Sa population s'élevait à 6440 habitants en 2022.

## Géographie
Staryï Sambir est située à 84 km au sud-ouest de Lviv, à la confluence des rivières Smolyanka et Yablunka ; et est l'entrée du parc national des Beskides royales.

## Histoire
La fondation de Staryï Sambir remonte à 1199. Après sa destruction par les Mongols et les Tatars en 1241, le village fut déplacé, donnant naissance à Novy Sambir. C'est alors, vers 1390, que l'ancien Sambir commença à être appelé Staryï Sambir, pour le distinguer de Novy Sambir. En 1553, Sambir reçut des privilèges urbains (droit de Magdebourg). La ville était un centre artisanal (tissage, cordonnerie) et un important centre commercial. Le 13 octobre 1648 Staryï Sambir reçut les troupes de Bogdan Khmelnitski. En 1690, la ville subit une invasion de criquets et en 1705 une épidémie de peste. Au cours de l'année 1837, un tremblement de terre la détruisit, puis elle connut des périodes de sécheresse et des incendies durant le XIXe siècle. En 1872, fut ouverte la gare de Staryï Sambir sur la ligne de chemin de fer Budapest – Lviv. Au cours de la Première Guerre mondiale, elle fut occupée par l'armée russe à l'automne 1914. Staryï Sambir fut rattachée à la Pologne dans l'entre-deux-guerres.

## Population
Recensements (*) ou estimations de la population :
| 1939  | 1959* | 1970* | 1979* | 1989* |
| ----- | ----- | ----- | ----- | ----- |
| 5 300 | 3 629 | 3 114 | 4 067 | 4 688 |

| 2001* | 2010  | 2011  | 2012  | 2013  |
| ----- | ----- | ----- | ----- | ----- |
| 5 706 | 6 194 | 6 266 | 6 371 | 6 446 |

## Transports
Staryï Sambir se trouve à 98 km de Lviv par le chemin de fer et à 98 km par la route.

## Lieux d’intérêt
Le parc national des Beskides royales.

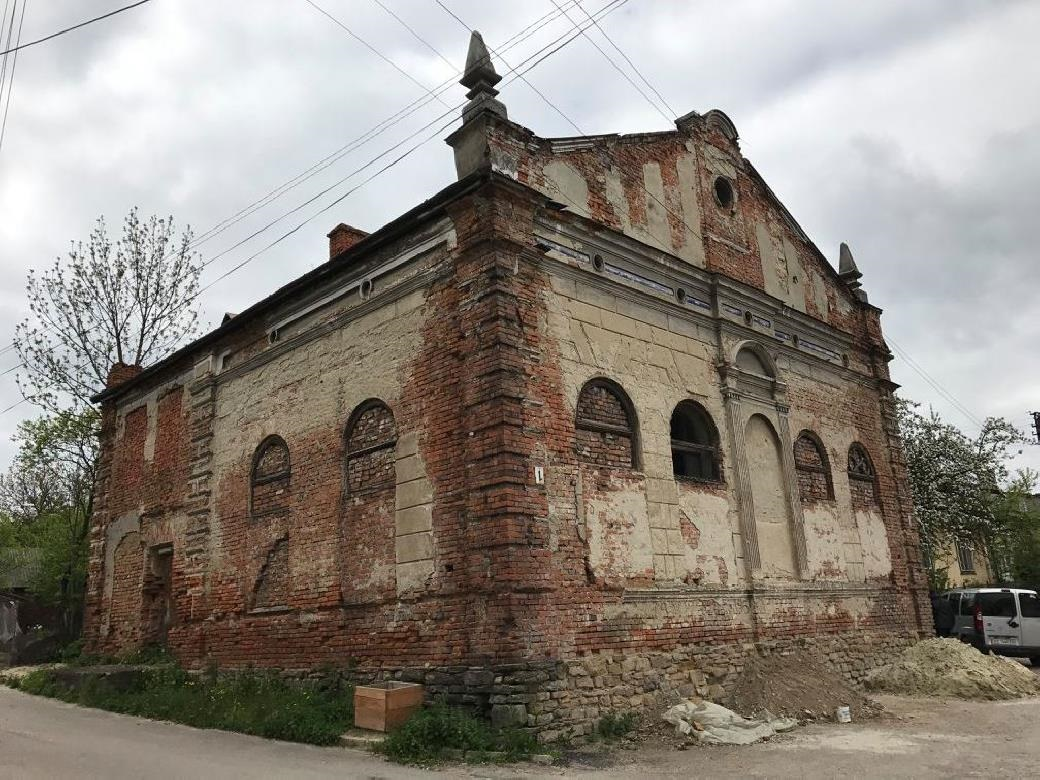
La synagogue, classée[2],[3],
et son cimetière, classé[4],
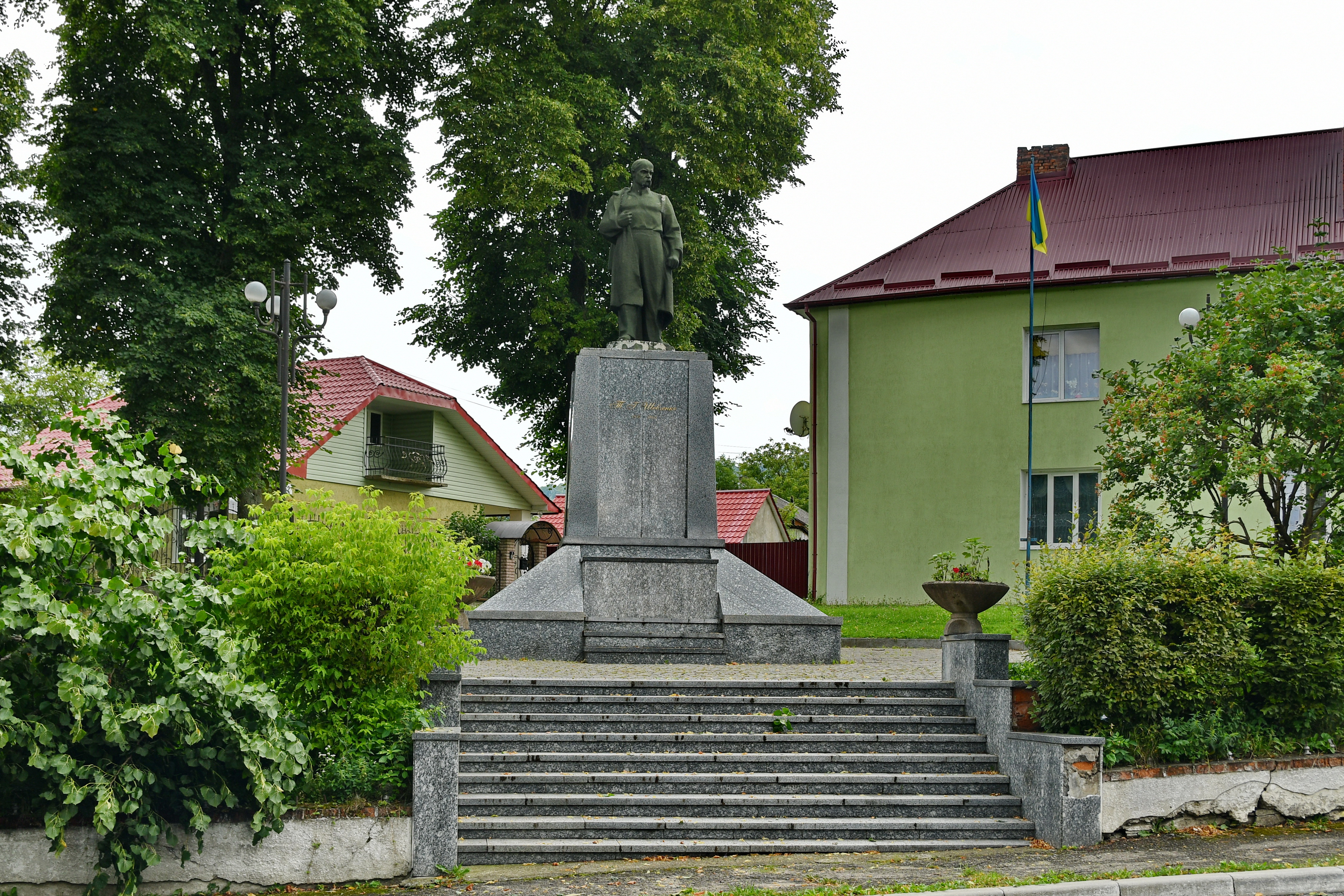
monument à Taras Chevtchenko, classée[5],
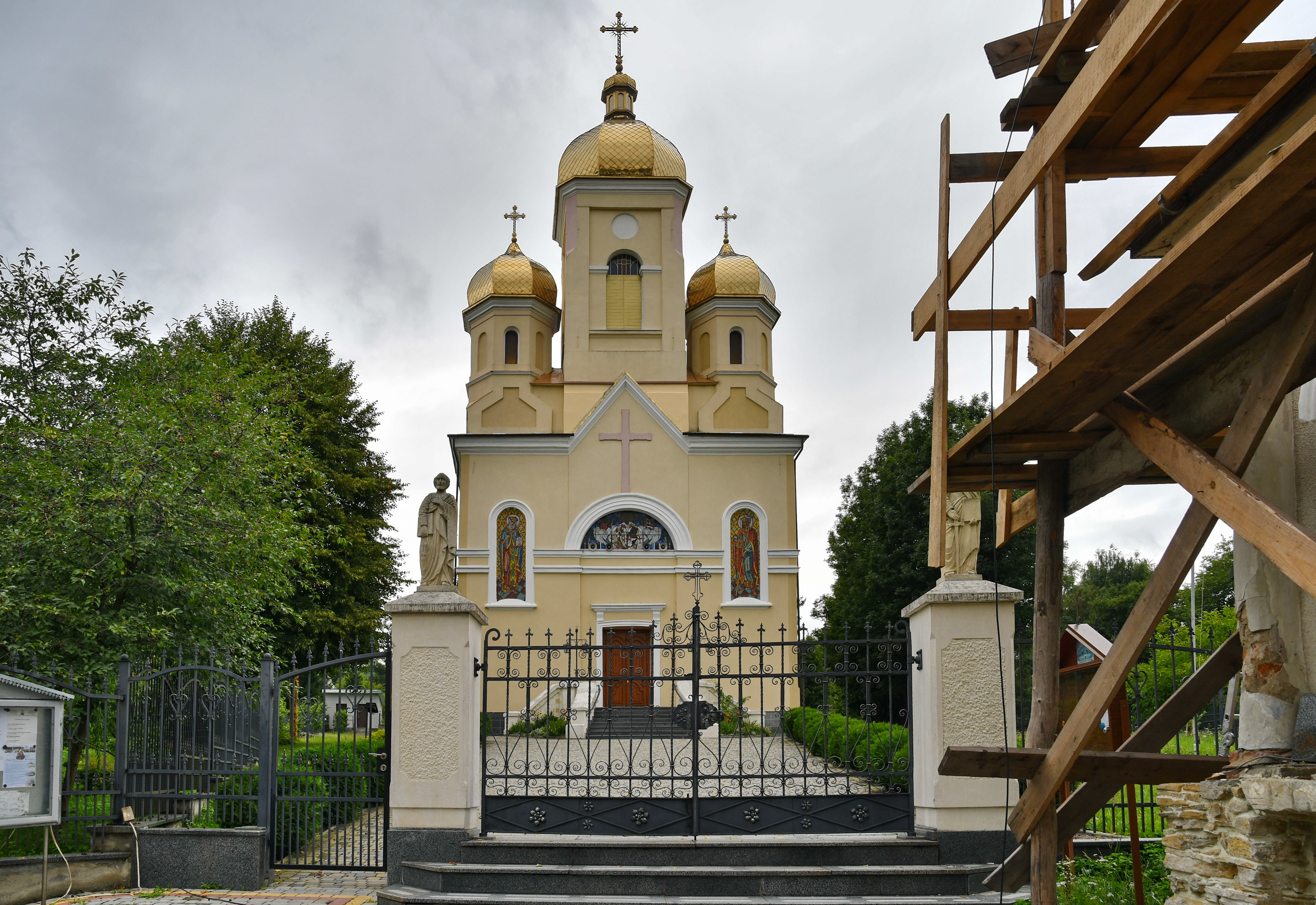
l'église st-Nicolas, classé[6].